# Berlin-Lankwitz
Lankwitz is een stadsdeel van Berlijn, en is het meest oostelijke deel van het district Steglitz-Zehlendorf dat in het uiterste zuidwesten van Berlijn gelegen is. Het stadsdeel Lankwitz heeft een oppervlakte van ongeveer zeven vierkante kilometer en grenst aan de volgende Berlijnse stadsdelen:
- in het noorden aan Steglitz met de plaats Südende
- in het oosten aan Mariendorf
- in het zuidoosten aan Marienfelde
- in het westen aan Lichterfelde

## Geschiedenis
Het dorp ontstond aan de beek de Lanke, die intussen gekanaliseerd is of opgegaan in het Teltow-kanaal. De eerste vermelding van Lankwitz dateert uit 1239. In 1920 werd Lankwitz opgenomen in Groot-Berlijn als onderdeel van het district Steglitz. In de nacht van 23 op 24 augustus 1943 werd Lankwitz gebombardeerd en werd ongeveer 85% van de gebouwen verwoest. In 2001 werd Lankwitz onderdeel van het fusiedistrict Steglitz-Zehlendorf. 

## Verkeer
Het station Lankwitz opende in 1895 en wordt bediend door de S-Bahn. Tussen 1984 en 1995 was er geen treinverkeer. Het station wordt bediend door de lijn S25 en sinds 2017 ook de S26.

## Sport
Berliner FC Preussen 1894 werd in 1894 opgericht en is afkomstig uit Tempelhof, maar speelt sinds 1938 in Lankwitz. Tot aan de grote competitiehervorming van 1933 speelde de club 34 jaar in de hoogste klasse. In de jaren zeventig speelde de club nog twee seizoenen in de tweede klasse en tot 1991 in voornamelijk in de derde klasse. Hierna zakte de club weg naar de regionale reeksen van Berlijn met als dieptepunt drie seizoenen in de Landesliga van 2012 tot 2015 en van 2019 tot 2022 (zevende klasse). Sinds 2024 speelt de club voor het eerst sinds 2009 terug in de Oberliga (vijfde klasse).
Dahlem ·
Lankwitz ·
Lichterfelde ·
Nikolassee ·
Schlachtensee ·
Steglitz ·
Wannsee ·
Zehlendorf